# Baron Windsor
Baronowie Windsor 1. kreacji (parostwo Anglii)
- 1529–1543: Andrew Windsor, 1. baron Windsor
- 1543–1558: William Windsor, 2. baron Windsor
- 1558–1574: Edward Windsor, 3. baron Windsor
- 1574–1585: Frederick Windsor, 4. baron Windsor
- 1585–1605: Henry Windsor, 5. baron Windsor
- 1605–1642: Thomas Windsor, 6. baron Windsor
- 1660–1687: Thomas Hickman-Windsor, 7. baron Windsor
- 1687–1725: Other Windsor, 8. baron Windsor
- 1725–1732: Other Windsor, 9. baron Windsor
- 1732–1771: Other Lewis Windsor, 10. baron Windsor
- 1771–1799: Other Hickman Windsor, 11. baron Windsor
- 1799–1833: Other Archer Windsor, 12. baron Windsor
- 1855–1869: Harriet Windsor, 13. baronowa Windsor
- 1869–1923: Robert George Windsor-Clive, 14. baron Windsor

Następni baronowie Windsor - patrz: Hrabia Plymouth
wicehrabiowie Windsor 1. kreacji (parostwo Anglii)
- 1699–1738: Thomas Windsor, 1. wicehrabia Windsor
- 1738–1758: Herbert Windsor, 2. wicehrabia Windsor

Hrabiowie Windsor 1. kreacji (parostwo Wielkiej Brytanii)
Patrz: Markiz Bute
Wicehrabiowie Windsor 2. kreacji (parostwo Zjednoczonego Królestwa)
Patrz: Hrabia Plymouth
Książęta Windsor 1. kreacji (parostwo Zjednoczonego Królestwa)
- 1937–1972: Edward Albert Christian George Andrew Patrick David Windsor, 1. książę Windsor